# USS Eversole (DD-789)
USS Eversole (DD-789) là một tàu khu trục lớp Gearing được Hải quân Hoa Kỳ chế tạo vào giai đoạn cuối Chiến tranh Thế giới thứ hai. Nó là chiếc tàu chiến thứ hai của Hải quân Mỹ được đặt theo tên Trung úy Hải quân John T. Eversole (1915–1942), phi công thuộc Phi đội Ném ngư lôi 6 (VT-6) trên tàu sân bay USS Enterprise (CV-6), đã tử trận trong trận Midway và được truy tặng Huân chương Chữ thập Hải quân. Hoàn tất khi chiến tranh đã kết thúc, con tàu tiếp tục phục vụ trong giai đoạn Chiến tranh Lạnh, Chiến tranh Triều Tiên và Chiến tranh Việt Nam cho đến khi ngừng hoạt động năm 1973. Nó được chuyển cho Thổ Nhĩ Kỳ và tiếp tục phục vụ cùng Hải quân Thổ Nhĩ Kỳ như là chiếc TCG Gayret (D-352) cho đến năm 1995. Con tàu hiện đang là một tàu bảo tàng tại İzmit, Thổ Nhĩ Kỳ. Eversole được tặng thưởng bảy Ngôi sao Chiến trận do thành tích phục vụ trong Chiến tranh Triều Tiên.

## Thiết kế và chế tạo
Eversole được đặt lườn tại xưởng tàu Tacoma Washington của hãng Todd-Pacific Shipyards, Inc. ở Seattle, Washington vào ngày 28 tháng 2 năm 1945. Nó được hạ thủy vào ngày 8 tháng 1 năm 1946; được đỡ đầu bởi bà S. R. Eversole, mẹ của Trung úy Eversole, và nhập biên chế vào ngày 10 tháng 5 năm 1946 dưới quyền chỉ huy của Hạm trưởng, Trung tá Hải quân B. P. Ross.

## Lịch sử hoạt động

### USSEversole
Sau khi hoàn tất việc chạy thử máy, Eversole đi đến cảng nhà của nó tại San Diego, California vào ngày 6 tháng 10 năm 1946. Trong những năm trước khi xảy ra cuộc Chiến tranh Triều Tiên, nó đã hai lần được phái sang khu vực Tây Thái Bình Dương để hoạt động cùng Đệ Thất hạm đội, tuần tra tại vùng biển Nhật Bản và Trung Quốc. Nó lại khởi hành từ San Diego vào ngày 1 tháng 5 năm 1950 cho một lượt biệt phái khác, nên đã hiện diện tại Viễn Đông khi cuộc xung đột nổ ra vào ngày 25 tháng 6. Chiếc tàu khu trục đã hộ tống cho các tàu sân bay tung ra các cuộc không kích xuống các mục tiêu tại Bắc Triều Tiên cho đến khi nó quay trở về San Diego vào ngày 8 tháng 2 năm 1951.
Trong lượt phục vụ thứ hai trong khuôn khổ cuộc Chiến tranh Triều Tiên từ ngày 27 tháng 8 năm 1951 đến ngày 10 tháng 4 năm 1952, Eversole đã tham gia bắn phá Hŭngnam, Wonsan cùng các mục tiêu khác dọc theo bờ biển phía Đông bán đảo Triều Tiên, và phục vụ cùng Lực lượng Đặc nhiệm 95, lực lượng hộ tống và phong tỏa Liên Hợp Quốc, bao gồm tàu chiến của Hải quân Hoàng gia Anh, Canada, Hà Lan, Australia, New Zealand và Hàn Quốc. Từ ngày 17 tháng 11 năm 1952 đến ngày 29 tháng 6 năm 1953, nó tiếp tục phục vụ một đợt thứ ba tại Triều Tiên. Chiếc tàu khu trục đã được tặng thưởng tổng cộng bảy Ngôi sao Chiến trận qua ba lượt phục vụ trong cuộc chiến tranh này.
Hàng năm trong giai đoạn từ năm 1954 đến năm 1961, Eversole đều được phái sang phục vụ tại Viễn Đông, làm nhiệm vụ tuần tra tại eo biển Đài Loan, và thực hành tập trận ngoài khơi Nhật Bản, Okinawa và Philippines, cũng như viếng thăm hàng loạt các cảng trong khu vực. Trong các năm 1957 và 1958, nó kéo dài chuyến đi đến Australia. Con tàu đi vào Xưởng hải quân Puget Sound tại Bremerton, Washington để được nâng cấp trong khuôn khổ chương trình Hồi sinh và Hiện đại hóa Hạm đội (FRAM: Fleet Rehabilitation and Modernization); khi nó cùng 43 tàu khu trục chị em khác cùng lớp Gearing được nâng cấp thiết bị radar, sonar và các bộ điện tử mới, bổ sung vũ khí chống ngầm gồm tên lửa ASROC và máy bay trực thăng không người lái QH-50 DASH.
Rời xưởng tàu vào tháng 2, 1963, Eversole chuyển cảng nhà đến Long Beach, California và bắt đầu hoạt động huấn luyện ôn tập, với những chuyến viếng thăm các cảng thuộc khu vực Tây Bắc Thái Bình Dương và thỉnh thoảng là những chuyến đi đến vùng quần đảo Hawaii. Nó khởi hành từ Long Beach vào ngày 8 tháng 10, 1969 cho một lượt biệt phái sang khu vực Tây Thái Bình Dương, có những chặng dừng tại Oahu, Hawaii và Midway trước khi đi đến Yokosuka, Nhật Bản. Nó được phái đến vịnh Bắc Bộ để phục vụ canh phòng máy bay cho các tàu sân bay thuộc Đệ Thất hạm đội, cũng như hỗ trợ hải pháo cho trận chiến trên bộ trong cuộc Chiến tranh Việt Nam. Giữa các đợt hoạt động, con tàu được tiếp liệu và bảo trì tại Căn cứ Hải quân vịnh Subic, Philippines, và được nghỉ ngơi tại Sasebo, Nhật Bản và Hong Kong. Nó quay trở về Long Beach vào ngày 8 tháng 4, 1970.

### TCGGayret(D-352)

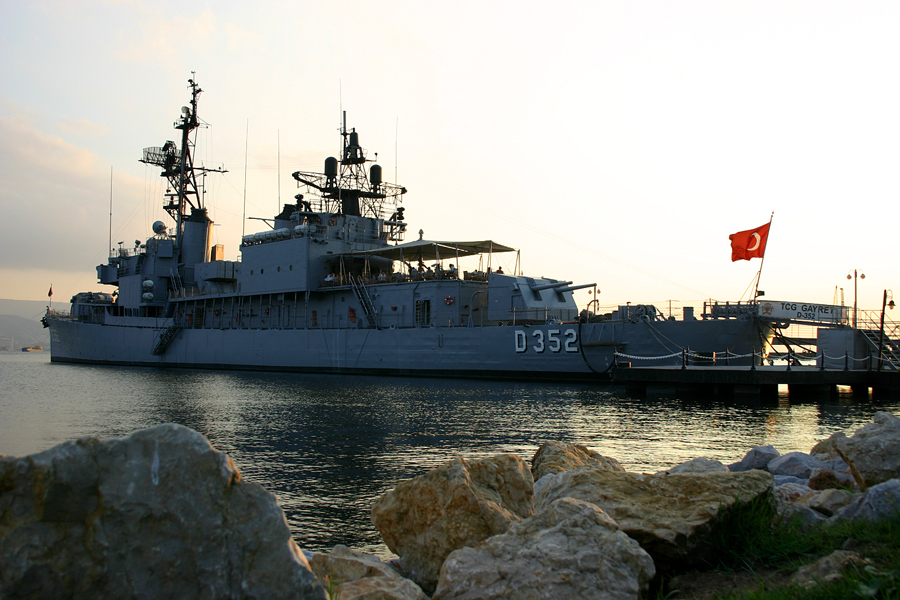
TCG Gayret như một tàu bảo tàng (Bảo tàng TCG Gayret) tại Izmit, Thổ Nhĩ Kỳ.

Eversole được chuyển cho Thổ Nhĩ Kỳ vào ngày 11 tháng 7, 1973, và tiếp tục phục vụ cùng Hải quân Thổ Nhĩ Kỳ như là chiếc TCG Gayret (D-352). Gayret ngừng hoạt động năm 1995, nhưng được giữ lại và bảo tồn như một tàu bảo tàng tại thành phố Izmit thuộc tỉnh Kocaeli.

## Phần thưởng
Eversole được tặng thưởng bảy Ngôi sao Chiến trận do thành tích phục vụ trong Chiến tranh Triều Tiên.